# 领松腿蜂鸟
領松腿蜂鳥（學名Eriocnemis isabellae），又称伊莎毛腿蜂鸟，是哥倫比亞特有的一種蜂鳥。它們是於2005年被發現，但要至2007年才獲得確認。它們現正面臨滅絕的威脅，被列為極危狀況。唯一已知的棲息地是在哥倫比亞西南部的雲霧林，但當地正受到可可業發展的威脅。
飾領蓬腿蜂鳥長約9-10厘米。雄鳥的喉嚨上有綠虹色及鮮藍色的羽毛，而大腿上也有白色羽毛，因而得名。

## 外部連結
- BirdLife International （页面存档备份，存于）